# Bizkaia
Tỉnh Bizkaia (tiếng Tây Ban Nha Provincia de Biscay) là một tỉnh thuộc xứ Basque của Tây Ban Nha. Tỉnh này có diện tích 2.217 km², dân số là 1,13 triệu người, trong đó 35% sinh sống ở tỉnh lỵ Bilbao và 88% sinh sống ở vùng đô thị tỉnh lỵ. Các thành phố khác gồm Barakaldo, Getxo, Portugalete, Durango, Basauri, Galdakao và Balmaseda. Tỉnh này có 111 đô thị.

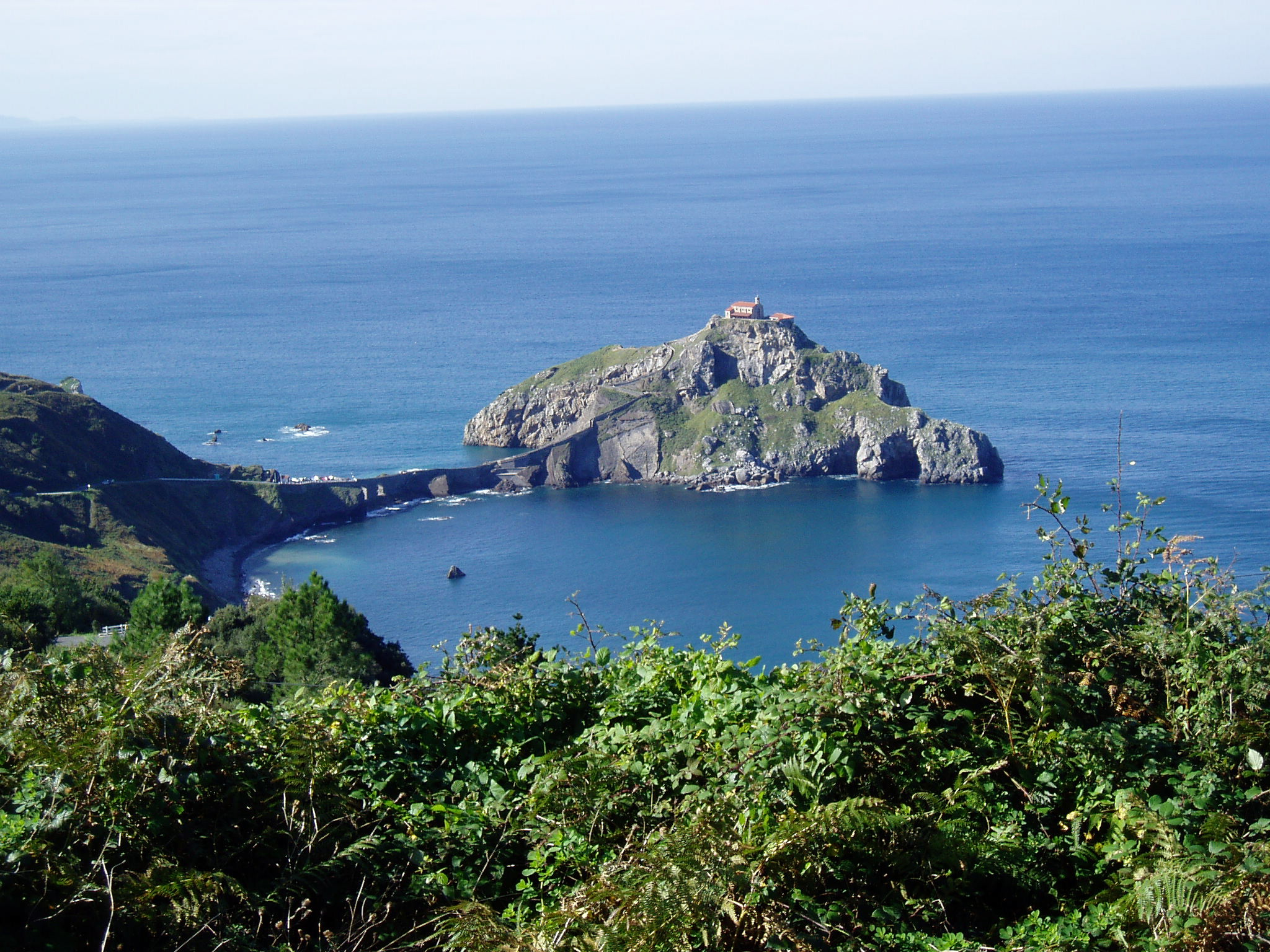
San Juan de Gaztelugatxe, bên bờ biển Biscay

Biscay giáp các tỉnh Cantabria và Burgos về phía tây, Guipúzcoa về phía đông, và Álava về phía nam, biển Cantabria (vịnh Biscay) về phía bắc. Orduña (Urduña) là một vùng đất nằm ngoài tỉnh này và lọt giữa các tỉnh Alava và Burgos.